# Парашут-крило

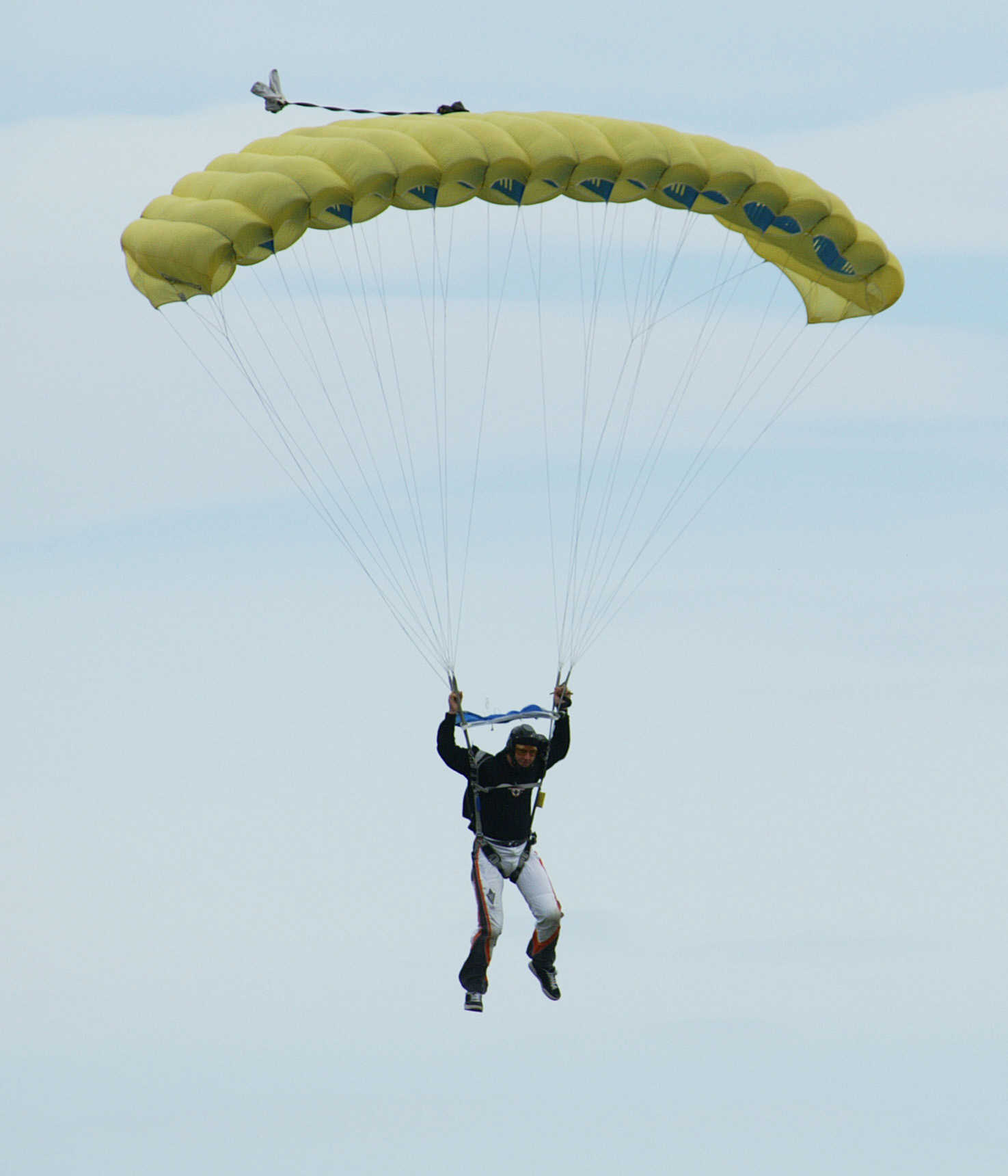
Спортивний керований парашут

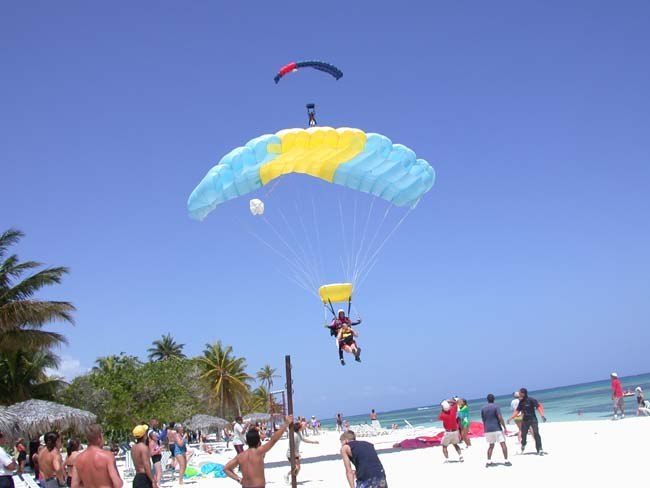
Спортивний керований парашут

Парашут-крило — парашут із прямокутним (або еліптичним) куполом.
Окремо використовуються парашути для зниження швидкості літаків і космічних кораблів при посадці. Діапазон швидкостей і навантажень радикально розрізняється.
Круглі парашути зменшують швидкість падіння майже виключно за рахунок опору повітря. Вони мають форму півсфери, на нижньому краю прикріплені стропи (мотузки), на яких висить парашутист або вантаж. Для стабілізації зниження у вершині куполу зазвичай є полюсний отвір, через який йде повітря. Цим запобігають розгойдуванню парашута.
Сучасні парашути-крило зменшують швидкість падіння в основному за рахунок підйомної сили що виникає при набіганні потоку повітря. Їх поперечний перетин відповідає профілю крила літака. Це дозволяє істотно скоротити площу і вагу парашута, у деяких випадках до 10 разів.